# Масленая
Масленая — река в России, протекает в Нагорском районе Кировской области. Устье реки находится в 21 км по левому берегу реки Кобра. Длина реки составляет 16 км.
Исток реки у деревни Панфилята Мулинское сельское поселение в 11 км к северо-востоку от посёлка Нагорск. Река течёт на северо-запад, затем на юго-запад. В верхнем течении на реке плотина и запруда. На реке несколько нежилых деревень, жилых населённых пунктов нет. Впадает в Кобру к северо-западу от деревни Малашата (Мулинское сельское поселение).

## Данные водного реестра
По данным государственного водного реестра России относится к Камскому бассейновому округу, водохозяйственный участок реки — Вятка от истока до города Киров, без реки Чепца, речной подбассейн реки — Вятка. Речной бассейн реки — Кама.
По данным геоинформационной системы водохозяйственного районирования территории РФ, подготовленной Федеральным агентством водных ресурсов:
- Код водного объекта в государственном водном реестре — 10010300212111100031372
- Код по гидрологической изученности (ГИ) — 111103137
- Код бассейна — 10.01.03.002
- Номер тома по ГИ — 11
- Выпуск по ГИ — 1